# Autrigonen
Die Autrigonen (seltener auch Autrigonier) waren ein keltischer Stamm, der vor dem Eintreffen der Römer im Norden der Iberischen Halbinsel siedelte.

## Siedlungsgebiet
Pomponius Mela und Plinius der Ältere situierten die Autrigonen im nördlichen Teil der heutigen Provinz Burgos. Plinius der Ältere erwähnt um das Jahr 77 unter den zehn autrigonischen Städten Tritium Autrigonum und Virovesca (Briviesca) als deren Hauptstädte. Claudius Ptolemäus benennt als Siedlungsgebiet den Raum zwischen den Flüssen Asón und Nervión. Nachbarvölker wären somit Karistier und Kantabrer. Strabon erwähnt sie in seinem Werk Geographika (3,3,7) unter dem Namen allotrigones.